# Seitan
Il seitan è un alimento ad elevato contenuto proteico a base di glutine.
Il glutine viene estratto dalla farina del grano di tipo tenero o farro o khorasan.

## Composizione
Il frumento contiene quattro tipi di proteine, di cui due idrosolubili e due liposolubili; due proteine, la gliadina e la glutenina (liposolubili), formano il glutine, una sostanza idrofoba elastica; le albumine e globuline, invece, sono solubili in soluzioni acquose. Anche se ha antiche origini orientali, è oggi diffuso anche in occidente perché particolarmente adatto per l'alimentazione vegetariana e per coloro che hanno necessità di ridurre i cibi di origine animale, il colesterolo e grassi.
Il seitan contiene pochi grassi (1,5%).
Essendo composto principalmente da glutine, il seitan è controindicato in modo assoluto per i pazienti affetti da celiachia e da sensibilità al glutine.

## Valori nutritivi
Le calorie sono 130 kcal per 100 grammi di prodotto. A livello di amminoacidi si segnala che la lisina è più scarsa, ma è sufficiente che l'alimentazione includa altri alimenti ricchi di questo amminoacido (come i legumi), e non necessariamente nello stesso pasto. L'acqua rappresenta il 58,2%, i carboidrati sono 5,2 g per 100 grammi e le proteine vegetali ammontano a 24 grammi ogni 100 grammi di prodotto.

## Utilizzo
Il seitan confezionato può essere cucinato in moltissimi modi, con il vantaggio di essere molto più veloci nella preparazione finale, poiché il seitan venduto nei supermercati è un alimento già cotto alla fonte. Può essere cotto e insaporito in acqua con salsa di soia (shoyu o tamari), alga kombu, sale. In commercio è possibile trovarlo al naturale, oppure alla piastra, a cubetti, affettato come antipasto, affumicato, aromatizzato, usato anche per produrre prodotti simili a würstel nell'aspetto e utilizzati nelle diete vegetariane.

## Preparazione del Seitan
La prima parte della preparazione del seitan richiede l'estrazione del glutine, proteina del frumento, da un impasto di farina: una volta immerso in acqua l'impasto comincia a rilasciare in acqua carboidrati e proteine solubili, mentre le proteine insolubili, ovvero il glutine rimane nell'impasto. Dopo che il composto viene impastato e sciacquato un certo numero di volte si ottiene un composto povero di carboidrati e con un'elevata concentrazione di proteine. Secondo la tipica ricetta della cucina vegetariana, l'impasto di glutine viene bollito in un brodo, avvolto in un panno di stoffa per garantirne la compattezza. Alla fine della cottura si ottiene il seitan, che può essere mangiato subito o conservato in frigo.

## Seitan in Oriente
Il seitan è una ricetta occidentale della cucina vegetariana e si differenzia dai piatti tradizionali a base di glutine dell'oriente.
- Yaki-fu (焼き麩): una pietanza giapponese a base di glutine secco cotto al forno, fino a ottenere le sembianze di una forma di pane;
- yóu miànjīn (油麵筋): piatto cinese di glutine fritto, di colore marrone e spesso associato a funghi Shiitake.